# Dmitri Wiktorowitsch Schiwogljadow
Dmitri Wiktorowitsch Schiwogljadow (russisch Дмитрий Викторович Живоглядов; * 29. Mai 1994 in Dubna) ist ein russischer Fußballspieler.

## Karriere

### Verein
Schiwogljadow begann seine Karriere beim FK Dynamo Moskau. Im September 2014 stand er gegen Torpedo Moskau erstmals im Profikader von Dynamo. Sein Debüt für die Profis in der Premjer-Liga gab er im August 2015, als er am vierten Spieltag der Saison 2015/16 gegen Anschi Machatschkala in der 88. Minute für Mathieu Valbuena eingewechselt wurde. Bis Saisonende kam er zu 21 Einsätzen für Dynamo in der Premjer-Liga, aus der er mit dem Verein zu Saisonende allerdings abstieg.
Daraufhin wechselte Schiwogljadow zur Saison 2016/17 zum Erstligisten FK Ufa. Für Ufa kam er in seiner ersten Spielzeit zu 20 Einsätzen in der höchsten russischen Spielklasse. In der Saison 2017/18 kam der Verteidiger zu 28 Erstligaeinsätzen, 2018/19 zu 21. Zur Saison 2019/20 schloss er sich dem Ligakonkurrenten Lokomotive Moskau an. In der Saison 2019/20 absolvierte er 14 Spiele in der Premjer-Liga für den Hauptstadtklub. In der Saison 2020/21 kam er zu 24 Einsätzen. In der Saison 2021/22 absolvierte er 21 Partien. In der Saison 2022/23 war er 16 Mal im Einsatz, spielte aber in der Rückrunde kaum eine Rolle mehr.
Zur Saison 2023/24 wechselte Schiwogljadow dann zum Ligakonkurrenten FK Nischni Nowgorod. In der Saison 2023/24 kam er zu 15 Einsätzen im Oberhaus. Ohne weiteren Einsatz löste er seinen Vertrag in Nischni Nowgorod im Oktober 2024 auf.

### Nationalmannschaft
Schiwogljadow kam zwischen Oktober 2012 und Mai 2013 zu sieben Einsätzen für die russische U-19-Auswahl. Von Oktober 2014 bis Oktober 2016 spielte er zwölfmal im U-21-Team. Im November 2020 stand er gegen Moldawien erstmals im Kader der A-Nationalmannschaft.